# Ginástica artística nos Jogos Olímpicos de Verão de 2024 - Individual geral feminino
A competição do individual geral feminino da ginástica artística nos Jogos Olímpicos de Verão de 2024 foi realizada na Bercy Arena em Paris, França, em 28 de julho e 1 de agosto de 2024. Um total de 60 ginastas de 32 Comitês Olímpicos Nacionais (CON) participaram do evento na fase qualificatória.

## Qualificação
Um CON poderia inscrever até cinco ginastas qualificadas. Um total de 95 vagas de cota foram alocadas para ginástica artística feminina.
As 12 equipes que se classificaram enviaram cinco ginastas para a competição por equipes, para um total de 60 das 95 vagas de cota. As três melhores equipes no Campeonato Mundial de Ginástica Artística de 2022 (Estados Unidos, Grã-Bretanha e Canadá) e as nove melhores equipes (excluindo as já classificadas) no Campeonato Mundial de Ginástica Artística de 2023 (China, Brasil, Itália, Países Baixos, França, Japão, Austrália, Romênia e Coreia do Sul) ganharam essas vagas.
As 35 vagas restantes foram concedidas individualmente, sendo que cada ginasta poderia ganhar apenas uma vaga. Elas foram preenchidas por meio de diversos critérios baseados no Campeonato Mundial de 2023, na série da Copa do Mundo de Ginástica Artística de 2024, campeonatos continentais, garantia do país sede, garantia de realocação e convite da Comissão Tripartite.
Apenas as ginastas que competiram em todos os quatro exercícios de aparelhos na fase qualificatória foram classificadas no individual geral.

## Formato
As 24 melhores ginastas na qualificatória (limite de duas por CON) avançaram para a final. As finalistas realizaram um exercício adicional em cada aparelho. As pontuações da qualificatória foram então ignoradas, com apenas as pontuações da rodada final contando. A pontuação foi de acordo com o Código de Pontos da Federação Internacional de Ginástica.

## Calendário
Horário local (UTC+2)
| Data        | Horário | Fase           | Fase         |
| ----------- | ------- | -------------- | ------------ |
| 28 de julho | 9:30    | Qualificatória | Subdivisão 1 |
| 28 de julho | 11:40   | Qualificatória | Subdivisão 2 |
| 28 de julho | 14:50   | Qualificatória | Subdivisão 3 |
| 28 de julho | 18:00   | Qualificatória | Subdivisão 4 |
| 28 de julho | 21:10   | Qualificatória | Subdivisão 5 |
| 1 de agosto | 18:15   | Final          | Final        |

## Medalhistas
| Ouro   | USA Simone Biles   |
| Prata  | BRA Rebeca Andrade |
| Bronze | USA Sunisa Lee     |

## Resultados

### Qualificatória
As ginastas que se classificaram entre as vinte e quatro melhores avançaram para a final. No caso de duas ou mais ginastas de um mesmo CON estando entre as vinte e quatro melhores, as próximas classificadas após elas avançam para a final.
| Pos. | Ginasta                         |        |        |        |        | Total  | Notas |
| ---- | ------------------------------- | ------ | ------ | ------ | ------ | ------ | ----- |
| 1    | USA Simone Biles                | 15.800 | 14.433 | 14.733 | 14.600 | 59.566 | Q     |
| 2    | BRA Rebeca Andrade              | 14.900 | 14.400 | 14.500 | 13.900 | 57.700 | Q     |
| 3    | USA Sunisa Lee                  | 14.133 | 14.866 | 14.033 | 13.100 | 56.132 | Q     |
| 4    | USA Jordan Chiles               | 14.333 | 14.266 | 13.600 | 13.866 | 56.065 |       |
| 5    | ALG Kaylia Nemour               | 14.000 | 15.600 | 13.200 | 13.166 | 55.966 | Q     |
| 6    | ITA Manila Esposito             | 14.133 | 14.166 | 13.966 | 13.633 | 55.898 | Q     |
| 7    | ITA Alice D'Amato               | 13.200 | 14.666 | 13.866 | 13.700 | 55.432 | Q     |
| 8    | CHN Qiu Qiyuan                  | 13.233 | 15.066 | 13.533 | 13.166 | 54.998 | Q     |
| 9    | CAN Ellie Black                 | 14.100 | 14.166 | 13.100 | 13.400 | 54.766 | Q     |
| 10   | JPN Rina Kishi                  | 14.033 | 13.566 | 13.500 | 13.600 | 54.699 | Q     |
| 11   | BRA Flávia Saraiva              | 14.100 | 13.800 | 13.133 | 13.166 | 54.199 | Q     |
| 12   | CHN Ou Yushan                   | 13.000 | 13.966 | 13.333 | 13.666 | 53.965 | Q     |
| 13   | ITA Elisa Iorio                 | 13.766 | 14.366 | 12.966 | 12.800 | 53.898 |       |
| 14   | AUS Ruby Pass                   | 13.800 | 13.900 | 13.300 | 12.866 | 53.866 | Q     |
| 15   | GER Helen Kevric                | 14.066 | 14.600 | 12.133 | 13.066 | 53.865 | Q     |
| 16   | ROU Ana Bărbosu                 | 13.800 | 12.600 | 13.533 | 13.600 | 53.533 | Q     |
| 17   | JPN Haruka Nakamura             | 13.066 | 13.600 | 13.600 | 13.266 | 53.532 | Q     |
| 18   | POR Filipa Martins              | 14.133 | 13.800 | 12.600 | 12.633 | 53.166 | Q     |
| 19   | JPN Mana Okamura                | 13.033 | 13.266 | 13.633 | 13.200 | 53.132 |       |
| 20   | BRA Jade Barbosa                | 13.733 | 12.733 | 13.100 | 13.500 | 53.066 |       |
| 21   | NED Naomi Visser                | 13.233 | 14.266 | 13.300 | 12.233 | 53.032 | Q     |
| 22   | HUN Bettina Lili Czifra         | 12.966 | 13.933 | 13.233 | 12.600 | 52.732 | Q     |
| 23   | ROU Amalia Ghigoarță            | 13.000 | 13.066 | 13.266 | 13.333 | 52.665 | Q     |
| 24   | GBR Georgia-Mae Fenton          | 13.833 | 12.833 | 13.500 | 12.466 | 52.632 | Q     |
| 25   | GER Sarah Voss                  | 14.000 | 13.466 | 12.233 | 12.866 | 52.656 | Q     |
| 26   | CAN Ava Stewart                 | 13.600 | 13.466 | 12.633 | 12.633 | 52.332 | Q     |
| 27   | JPN Kohane Ushioku              | 13.866 | 12.833 | 12.866 | 12.566 | 52.131 |       |
| 28   | GBR Alice Kinsella              | 13.933 | 11.900 | 13.433 | 12.733 | 51.999 | Q     |
| 29   | CAN Aurélie Tran                | 13.166 | 13.500 | 12.066 | 13.066 | 51.798 |       |
| 30   | COL Luisa Blanco                | 13.466 | 12.833 | 12.766 | 12.633 | 51.698 | Q     |
| 31   | ISR Lihie Raz                   | 13.666 | 12.833 | 12.300 | 12.833 | 51.632 | R1    |
| 32   | NED Lieke Wevers                | 13.300 | 12.566 | 13.366 | 12.300 | 51.532 | R2    |
| 33   | FRA Mélanie de Jesus dos Santos | 14.200 | 12.233 | 12.366 | 12.700 | 51.499 | R3    |
| 34   | NZL Georgia-Rose Brown          | 13.233 | 13.666 | 12.333 | 12.233 | 51.465 | R4    |

### Final
As ginastas com as melhores pontuações após competirem nos quatro aparelhos conquistam as medalhas.
| Pos.              | Ginasta                 |        |        |        |        | Total  |
| ----------------- | ----------------------- | ------ | ------ | ------ | ------ | ------ |
| Medalha de ouro   | USA Simone Biles        | 15.766 | 13.733 | 14.566 | 15.066 | 59.131 |
| Medalha de prata  | BRA Rebeca Andrade      | 15.100 | 14.666 | 14.133 | 14.033 | 57.932 |
| Medalha de bronze | USA Sunisa Lee          | 13.933 | 14.866 | 14.000 | 13.666 | 56.465 |
| 4                 | ITA Alice D'Amato       | 14.000 | 14.800 | 14.033 | 13.500 | 56.333 |
| 5                 | ALG Kaylia Nemour       | 14.033 | 15.533 | 13.233 | 13.100 | 55.899 |
| 6                 | CAN Ellie Black         | 14.100 | 14.066 | 12.933 | 13.700 | 54.799 |
| 7                 | CHN Qiu Qiyuan          | 13.133 | 13.900 | 14.500 | 13.233 | 54.766 |
| 8                 | GER Helen Kevric        | 13.866 | 14.466 | 13.400 | 12.866 | 54.598 |
| 9                 | BRA Flávia Saraiva      | 13.633 | 13.900 | 14.266 | 12.233 | 54.032 |
| 10                | NED Naomi Visser        | 12.966 | 14.266 | 13.333 | 13.400 | 53.965 |
| 11                | JPN Rina Kishi          | 13.766 | 13.833 | 13.133 | 13.233 | 53.965 |
| 12                | GBR Alice Kinsella      | 13.800 | 14.133 | 13.033 | 12.833 | 53.799 |
| 13                | AUS Ruby Pass           | 13.633 | 13.733 | 13.466 | 12.966 | 53.798 |
| 14                | ITA Manila Esposito     | 13.866 | 12.800 | 14.200 | 12.733 | 53.599 |
| 15                | JPN Haruka Nakamura     | 12.833 | 13.933 | 13.700 | 12.633 | 53.099 |
| 16                | CHN Ou Yushan           | 12.966 | 13.966 | 14.033 | 11.933 | 52.898 |
| 17                | ROU Ana Bărbosu         | 14.000 | 12.433 | 12.466 | 13.566 | 52.465 |
| 18                | GBR Georgia-Mae Fenton  | 13.633 | 13.800 | 11.300 | 13.033 | 51.766 |
| 19                | CAN Ava Stewart         | 13.333 | 12.633 | 13.166 | 12.500 | 51.632 |
| 20                | POR Filipa Martins      | 12.500 | 13.566 | 12.700 | 12.466 | 51.232 |
| 21                | HUN Bettina Lili Czifra | 12.966 | 13.900 | 11.400 | 12.833 | 51.099 |
| 22                | ROU Amalia Ghigoarță    | 13.100 | 12.566 | 11.900 | 13.166 | 50.732 |
| 23                | COL Luisa Blanco        | 13.500 | 11.133 | 12.866 | 12.700 | 50.199 |
| 24                | GER Sarah Voss          | 12.500 | 12.333 | 12.300 | 12.866 | 49.999 |